# Dräneringsgrus
Dräneringsgrus är naturgrus med en lämplig kornstorlekssammansättning för att kunna fungera som ett dräneringsfilter kring ett täckdike. 
Den idealiska sammansättningen på dräneringsgruset är ca 25% mellansand, ca 25% grovsand och ca 50% fingrus. Är risken för igenslamning betydande, bör dräneringsgruset innehålla en större andel mellansand och grovsand samt en mindre andel fingrus. Är risken för inslamning minimal, kan andelen fingrus öka på bekostnad av andelen mellansand.
För att inte försvåra en inströmning till täckdikena, bör andelen finsand vara mycket låg, max 5–10 % finsand kan tolereras i dräneringsgruset.